# V-League 2021-2022 (maschile)
La V-League 2021-2022, 18ª edizione della massima serie del campionato sudcoreano di pallavolo maschile, si è svolta dal 16 ottobre 2021 al 9 aprile 2022: al torneo hanno partecipato 7 squadre di club sudcoreane e la vittoria finale è andata per la terza volta, la seconda consecutiva, ai Korean Air Jumbos.

## Regolamento

### Formula
La competizione prevede che le sette squadre partecipanti prendano parte a una regular season composta da sei round, per un totale di trentasei incontri ciascuna:
- la prima classificata accede direttamente alla finale dei play-off scudetto, giocata al meglio delle cinque gare;
- la seconda e la terza classificata accedono alla semifinale dei play-off scudetto, giocandosi l'accesso in finale al meglio delle tre gare;
- la terza e la quarta classificata, in caso di distacco compreso o inferiore a 3 punti, accedono ai quarti di finale in gara unica.

A causa della pandemia di COVID-19 in Corea del Sud, la formula dei play-off scudetto è stata abbreviata con la semifinale disputate in gara unica e la finale al meglio delle tre gare.

### Criteri di classifica
Se il risultato finale è stato di 3-0 o 3-1 sono stati assegnati 3 punti alla squadra vincente e 0 a quella sconfitta, se il risultato finale è stato di 3-2 sono stati assegnati 2 punti alla squadra vincente e 1 a quella sconfitta.
L'ordine del posizionamento in classifica è stato definito in base a:
- Punti;
- Numero di partite vinte;
- Ratio dei set vinti/persi;
- Ratio dei punti realizzati/subiti.

## Squadre partecipanti
| Club               | Stagione | Città     | Impianto              | Stagione precedente       |
| ------------------ | -------- | --------- | --------------------- | ------------------------- |
| Hyundai Skywalkers | Dettagli | Cheonan   | Ryu Gwansun Gymnasium | 6ª in V-League            |
| KB Stars           | Dettagli | Uijeongbu | Uijeongbu Gymnasium   | 4ª in V-League            |
| KEPCO Vixtorm      | Dettagli | Suwon     | Suwon Gymnasium       | 5ª in V-League            |
| Korean Air Jumbos  | Dettagli | Incheon   | Gyeyang Gymnasium     | Campione di Corea del Sud |
| OK Okman           | Dettagli | Ansan     | Sangnoksu Gymnasium   | 3ª in V-League            |
| Samsung Bluefangs  | Dettagli | Daejeon   | Chungmu Gymnasium     | 7ª in V-League            |
| Woori WON          | Dettagli | Seul      | Jangchung Gymnasium   | 2ª in V-League            |

## Torneo

### Regular season

#### Risultati
| Primo round |                                        |     |                                   |
|             |                                        |     |                                   |
| 16-10       | Korean Air Jumbos - Woori WON          | 3-1 | 25-18, 27-25, 19-25, 25-22        |
| 17-10       | Hyundai Skywalkers - OK Okman          | 3-1 | 23-25, 25-21, 25-23, 25-21        |
| 19-10       | Samsung Bluefangs - KEPCO Vixtorm      | 0-3 | 20-25, 16-25, 18-25               |
| 20-10       | KB Stars - Hyundai Skywalkers          | 3-2 | 25-22, 23-25, 23-25, 25-23, 15-11 |
| 21-10       | OK Okman - Woori WON                   | 3-2 | 21-25, 26-24, 25-27, 25-20, 15-13 |
| 22-10       | Samsung Bluefangs - Korean Air Jumbos  | 3-0 | 26-24, 25-19, 25-23               |
| 23-10       | KEPCO Vixtorm - KB Stars               | 3-1 | 18-25, 25-23, 25-23, 25-19        |
| 24-10       | Woori WON - Hyundai Skywalkers         | 1-3 | 25-20, 25-27, 24-26, 21-25        |
| 26-10       | OK Okman - KB Stars                    | 3-1 | 25-15, 25-21, 15-25, 25-23        |
| 27-10       | Hyundai Skywalkers - Korean Air Jumbos | 3-2 | 25-21, 16-25, 22-25, 25-20, 15-10 |
| 28-10       | Woori WON - KEPCO Vixtorm              | 3-0 | 25-18, 25-23, 25-17               |
| 29-10       | KB Stars - Samsung Bluefangs           | 2-3 | 25-14, 22-25, 16-25, 25-19, 10-15 |
| 30-10       | Korean Air Jumbos - OK Okman           | 3-0 | 25-16, 25-20, 25-22               |
| 31-10       | KEPCO Vixtorm - Hyundai Skywalkers     | 3-0 | 25-15, 25-11, 25-15               |
| 02-11       | Samsung Bluefangs - Woori WON          | 3-2 | 25-22, 23-25, 11-25, 25-22, 15-9  |
| 03-11       | KB Stars - Korean Air Jumbos           | 3-1 | 25-22, 22-25, 25-17, 25-21        |
| 04-11       | KEPCO Vixtorm - OK Okman               | 0-3 | 14-25, 21-25, 22-25               |
| 05-11       | Hyundai Skywalkers - Samsung Bluefangs | 3-0 | 25-19, 25-11, 26-24               |
| 06-11       | KB Stars - Woori WON                   | 3-0 | 27-25, 25-18, 26-24               |
| 07-11       | Korean Air Jumbos - KEPCO Vixtorm      | 1-3 | 26-28, 15-25, 25-17, 14-25        |
| 09-11       | OK Okman - Samsung Bluefangs           | 3-1 | 25-21, 25-23, 17-25, 25-22        |

| Secondo round |                                        |     |                                   |
|               |                                        |     |                                   |
| 10-11         | Korean Air Jumbos - Hyundai Skywalkers | 3-1 | 19-25, 25-22, 25-22, 25-21        |
| 11-11         | KB Stars - Woori WON                   | 2-3 | 21-25, 28-26, 25-17, 22-25, 13-15 |
| 12-11         | OK Okman - KEPCO Vixtorm               | 1-3 | 18-25, 19-25, 25-16, 28-30        |
| 13-11         | Samsung Bluefangs - Hyundai Skywalkers | 3-1 | 25-18, 25-19, 23-25, 25-13        |
| 14-11         | Woori WON - Korean Air Jumbos          | 0-3 | 11-25, 21-25, 20-25               |
| 16-11         | Samsung Bluefangs - OK Okman           | 2-3 | 25-22, 22-25, 20-25, 26-24, 12-15 |
| 17-11         | Hyundai Skywalkers - KB Stars          | 3-0 | 25-22, 25-22, 26-24               |
| 18-11         | KEPCO Vixtorm - Woori WON              | 1-3 | 25-19, 24-26, 22-25, 18-25        |
| 19-11         | Korean Air Jumbos - Samsung Bluefangs  | 3-2 | 21-25, 20-25, 25-23, 25-21, 17-15 |
| 20-11         | OK Okman - Hyundai Skywalkers          | 3-2 | 17-25, 25-16, 25-21, 23-25, 15-10 |
| 21-11         | KB Stars - KEPCO Vixtorm               | 0-3 | 18-25, 21-25, 23-25               |
| 23-11         | Woori WON - OK Okman                   | 0-3 | 19-25, 19-25, 22-25               |
| 24-11         | Korean Air Jumbos - KB Stars           | 1-3 | 25-22, 22-25, 37-39, 20-25        |
| 25-11         | KEPCO Vixtorm - Samsung Bluefangs      | 0-3 | 23-25, 14-25, 16-25               |
| 26-11         | Hyundai Skywalkers - Woori WON         | 3-2 | 22-25, 25-23, 19-25, 25-22, 15-12 |
| 27-11         | OK Okman - Korean Air Jumbos           | 0-3 | 15-25, 16-25, 15-25               |
| 28-11         | KB Stars - Samsung Bluefangs           | 3-1 | 25-18, 25-17, 23-25, 25-15        |
| 30-11         | KEPCO Vixtorm - Korean Air Jumbos      | 3-2 | 24-26, 17-25, 25-21, 25-21, 15-11 |
| 01-12         | Woori WON - Samsung Bluefangs          | 2-3 | 21-25, 25-21, 25-16, 23-25, 14-16 |
| 02-12         | KB Stars - OK Okman                    | 3-1 | 16-25, 25-20, 25-23, 28-26        |
| 03-12         | Hyundai Skywalkers - KEPCO Vixtorm     | 2-3 | 25-23, 23-25, 25-19, 24-26, 13-15 |

| Terzo round |                                        |     |                                   |
|             |                                        |     |                                   |
| 04-12       | Korean Air Jumbos - Woori WON          | 3-0 | 25-19, 25-22, 25-21               |
| 05-12       | OK Okman - Samsung Bluefangs           | 3-2 | 17-25, 20-25, 25-20, 25-23, 15-11 |
| 07-12       | KB Stars - Hyundai Skywalkers          | 3-0 | 25-21, 25-22, 25-17               |
| 08-12       | Samsung Bluefangs - Korean Air Jumbos  | 2-3 | 17-25, 25-22, 18-25, 25-23, 10-15 |
| 09-12       | KEPCO Vixtorm - OK Okman               | 3-2 | 25-22, 18-25, 26-28, 25-22, 15-13 |
| 10-12       | Woori WON - KB Stars                   | 1-3 | 23-25, 19-25, 25-20, 17-25        |
| 11-12       | Hyundai Skywalkers - Korean Air Jumbos | 0-3 | 23-25, 21-25, 15-25               |
| 12-12       | Samsung Bluefangs - KEPCO Vixtorm      | 3-1 | 25-20, 25-18, 15-25, 25-20        |
| 14-12       | Woori WON - Hyundai Skywalkers         | 3-1 | 25-23, 25-16, 22-25, 29-27        |
| 15-12       | Korean Air Jumbos - OK Okman           | 2-3 | 20-25, 25-22, 25-17, 21-25, 15-17 |
| 16-12       | Samsung Bluefangs - KB Stars           | 1-3 | 30-28, 22-25, 18-25, 21-25        |
| 17-12       | KEPCO Vixtorm - Hyundai Skywalkers     | 3-1 | 23-25, 25-23, 25-18, 25-18        |
| 18-12       | OK Okman - Woori WON                   | 0-3 | 20-25, 22-25, 22-25               |
| 19-12       | KB Stars - Korean Air Jumbos           | 2-3 | 25-20, 21-25, 18-25, 25-21, 9-15  |
| 21-12       | Woori WON - KEPCO Vixtorm              | 3-0 | 28-26, 25-20, 25-19               |
| 22-12       | Hyundai Skywalkers - Samsung Bluefangs | 3-0 | 25-22, 25-18, 25-23               |
| 23-12       | KB Stars - OK Okman                    | 2-3 | 25-27, 19-25, 25-20, 25-21, 13-15 |
| 24-12       | Korean Air Jumbos - KEPCO Vixtorm      | 3-1 | 22-25, 25-15, 25-14, 25-18        |
| 25-12       | Samsung Bluefangs - Woori WON          | 0-3 | 19-25, 20-25, 11-25               |
| 26-12       | Hyundai Skywalkers - OK Okman          | 3-0 | 25-21, 25-10, 25-23               |
| 28-12       | KEPCO Vixtorm - KB Stars               | 1-3 | 25-22, 25-27, 28-30, 20-25        |

| Quarto round |                                        |     |                                   |
|              |                                        |     |                                   |
| 29-12        | Woori WON - Samsung Bluefangs          | 3-0 | 25-22, 25-19, 25-15               |
| 30-12        | Korean Air Jumbos - Hyundai Skywalkers | 3-0 | 29-27, 25-21, 25-17               |
| 31-12        | KB Stars - OK Okman                    | 3-0 | 35-33, 25-18, 28-26               |
| 01-01        | KEPCO Vixtorm - Samsung Bluefangs      | 3-1 | 25-19, 17-25, 25-16, 25-12        |
| 02-01        | Woori WON - Korean Air Jumbos          | 3-0 | 25-16, 25-21, 26-24               |
| 04-01        | Hyundai Skywalkers - KEPCO Vixtorm     | 3-2 | 25-21, 22-25, 25-22, 22-25, 15-13 |
| 05-01        | Samsung Bluefangs - KB Stars           | 3-2 | 19-25, 25-23, 25-27, 25-18, 16-14 |
| 06-01        | OK Okman - Korean Air Jumbos           | 0-3 | 19-25, 25-27, 21-25               |
| 07-01        | KEPCO Vixtorm - Woori WON              | 0-3 | 17-25, 23-25, 21-25               |
| 08-01        | Hyundai Skywalkers - KB Stars          | 1-3 | 25-22, 23-25, 17-25, 17-25        |
| 09-01        | Korean Air Jumbos - Samsung Bluefangs  | 2-3 | 25-15, 28-30, 21-25, 25-19, 11-15 |
| 11-01        | OK Okman - Hyundai Skywalkers          | 2-3 | 25-21, 25-19, 24-26, 17-25, 15-17 |
| 12-01        | Woori WON - KB Stars                   | 3-1 | 20-25, 25-16, 25-15, 25-23        |
| 13-01        | KEPCO Vixtorm - Korean Air Jumbos      | 1-3 | 18-25, 25-18, 19-25, 17-25        |
| 14-01        | Samsung Bluefangs - Hyundai Skywalkers | 0-3 | 20-25, 18-25, 23-25               |
| 15-01        | Woori WON - OK Okman                   | 2-3 | 25-22, 18-25, 25-17, 16-25, 13-15 |
| 16-01        | KB Stars - KEPCO Vixtorm               | 2-3 | 25-21, 19-25, 25-22, 27-29, 13-15 |
| 18-01        | Samsung Bluefangs - OK Okman           | 3-0 | 25-22, 25-19, 25-21               |
| 19-01        | Hyundai Skywalkers - Woori WON         | 3-2 | 20-25, 18-25, 25-18, 25-23, 15-11 |
| 20-01        | Korean Air Jumbos - KB Stars           | 3-0 | 25-22, 25-21, 25-19               |
| 21-01        | KEPCO Vixtorm - OK Okman               | 3-1 | 15-25, 27-25, 25-19, 25-10        |

| Quinto round |                                        |     |                                   |
|              |                                        |     |                                   |
| 28-01        | Woori WON - Hyundai Skywalkers         | 2-3 | 22-25, 22-25, 25-16, 25-16, 15-17 |
| 29-01        | KB Stars - Korean Air Jumbos           | 3-2 | 25-23, 25-19, 17-25, 19-25, 15-13 |
| 30-01        | OK Okman - KEPCO Vixtorm               | 3-1 | 21-25, 25-17, 25-19, 25-19        |
| 31-01        | Samsung Bluefangs - Hyundai Skywalkers | 3-0 | 32-30, 25-19, 25-23               |
| 01-02        | Korean Air Jumbos - Woori WON          | 1-3 | 25-23, 18-25, 23-25, 17-25        |
| 02-02        | OK Okman - KB Stars                    | 3-0 | 25-22, 25-22, 25-21               |
| 03-02        | Samsung Bluefangs - KEPCO Vixtorm      | 3-1 | 25-20, 25-11, 16-25, 25-23        |
| 04-02        | Hyundai Skywalkers - Korean Air Jumbos | 1-3 | 20-25, 21-25, 25-21, 24-26        |
| 05-02        | Woori WON - KB Stars                   | 0-3 | 19-25, 23-25, 16-25               |
| 06-02        | OK Okman - Samsung Bluefangs           | 3-2 | 25-22, 25-23, 21-25, 29-31, 15-9  |
| 08-02        | Woori WON - KEPCO Vixtorm              | 3-1 | 20-25, 27-25, 25-18, 25-17        |
| 09-02        | KB Stars - Hyundai Skywalkers          | 3-0 | 25-15, 25-23, 25-21               |
| 10-02        | Korean Air Jumbos - OK Okman           | 3-0 | 25-23, 25-21, 25-17               |
| 11-02        | Samsung Bluefangs - Woori WON          | 3-1 | 25-23, 19-25, 25-20, 25-17        |
| 12-02        | KEPCO Vixtorm - KB Stars               | 3-2 | 25-22, 25-22, 19-25, 22-25, 15-10 |
| 13-02        | Hyundai Skywalkers - OK Okman          | 0-3 | 20-25, 25-27, 25-27               |
| 05-03        | Samsung Bluefangs - Korean Air Jumbos  | 0-3 | 20-25, 19-25, 20-25               |
| 06-03        | KEPCO Vixtorm - Hyundai Skywalkers     | 3-2 | 27-25, 25-19, 25-27, 16-25, 15-9  |
| 07-03        | OK Okman - Woori WON                   | 3-2 | 25-18, 20-25, 25-23, 21-25, 15-8  |
| 08-03        | Samsung Bluefangs - KB Stars           | 0-3 | 20-25, 20-25, 23-25               |
| 09-03        | Korean Air Jumbos - KEPCO Vixtorm      | 3-2 | 26-28, 25-20, 23-25, 25-22, 15-13 |

| Sesto round |                                        |     |                                   |
|             |                                        |     |                                   |
| 10-03       | Hyundai Skywalkers - KB Stars          | 1-3 | 19-25, 27-25, 26-28, 14-25        |
| 11-03       | Woori WON - OK Okman                   | 3-1 | 23-25, 25-19, 25-19, 25-20        |
| 12-03       | KEPCO Vixtorm - Samsung Bluefangs      | 3-0 | 25-14, 25-19, 25-20               |
| 13-03       | Korean Air Jumbos - Hyundai Skywalkers | 3-0 | 25-20, 25-21, 25-21               |
| 14-03       | KB Stars - Woori WON                   | 3-2 | 25-18, 21-25, 25-22, 20-25, 15-13 |
| 15-03       | OK Okman - KEPCO Vixtorm               | 1-3 | 25-19, 23-25, 19-25, 23-25        |
| 16-03       | Woori WON - Korean Air Jumbos          | 2-3 | 21-25, 25-18, 23-25, 25-23, 10-15 |
| 17-03       | Hyundai Skywalkers - Samsung Bluefangs | 3-2 | 25-22, 20-25, 25-17, 29-31, 16-14 |
| 18-03       | OK Okman - KB Stars                    | 1-3 | 21-25, 22-25, 34-32, 30-32        |
| 19-03       | KEPCO Vixtorm - Korean Air Jumbos      | 3-1 | 25-20, 25-21, 16-25, 25-23        |
| 20-03       | Hyundai Skywalkers - Woori WON         | 2-3 | 25-18, 25-19, 23-25, 21-25, 9-15  |
| 21-03       | Samsung Bluefangs - OK Okman           | 1-3 | 24-26, 25-23, 14-25, 20-25        |
| 22-03       | Korean Air Jumbos - KB Stars           | 3-2 | 21-25, 25-22, 25-20, 29-31, 15-7  |
| 23-03       | Woori WON - Samsung Bluefangs          | 3-0 | 25-20, 25-20, 25-23               |
| 24-03       | Hyundai Skywalkers - KEPCO Vixtorm     | 0-3 | 23-25, 24-26, 21-25               |
| 25-03       | OK Okman - Korean Air Jumbos           | 0-3 | 20-25, 23-25, 24-26               |
| 26-03       | KB Stars - Samsung Bluefangs           | 0-3 | 23-25, 19-25, 22-25               |
| 27-03       | KEPCO Vixtorm - Woori WON              | 1-3 | 19-25, 25-18, 17-25, 23-25        |
| 28-03       | OK Okman - Hyundai Skywalkers          | 1-3 | 25-19, 18-25, 14-25, 23-25        |
| 29-03       | Korean Air Jumbos - Samsung Bluefangs  | 3-2 | 25-15, 23-25, 25-16, 21-25, 15-11 |
| 30-03       | KB Stars - KEPCO Vixtorm               | 1-3 | 25-16, 23-25, 32-34, 19-25        |

#### Classifica
| Pos. | Squadra            | Pt | G  | V  | P  | SV | SP | Ratio | PF    | PS    | Ratio |
| ---- | ------------------ | -- | -- | -- | -- | -- | -- | ----- | ----- | ----- | ----- |
| 1    | Korean Air Jumbos  | 70 | 36 | 24 | 12 | 87 | 55 | 1,582 | 3 246 | 3 014 | 1,077 |
| 2    | KB Stars           | 62 | 36 | 19 | 17 | 77 | 67 | 1,149 | 3 310 | 3 221 | 1,028 |
| 3    | Woori WON          | 59 | 36 | 17 | 19 | 75 | 68 | 1,103 | 3 185 | 3 089 | 1,031 |
| 4    | KEPCO Vixtorm      | 56 | 36 | 20 | 16 | 73 | 69 | 1,058 | 3 133 | 3 150 | 0,995 |
| 5    | OK Okman           | 44 | 36 | 17 | 19 | 63 | 79 | 0,797 | 3 133 | 3 212 | 0,975 |
| 6    | Samsung Bluefangs  | 44 | 36 | 14 | 22 | 61 | 80 | 0,763 | 2 982 | 3 170 | 0,941 |
| 7    | Hyundai Skywalkers | 43 | 36 | 15 | 21 | 62 | 80 | 0,775 | 3 085 | 3 218 | 0,959 |

      Qualificata alla finale play-off scudetto.
      Qualificata alle semifinali play-off scudetto.
      Qualificata ai quarti di finale play-off scudetto.

### Play-off scudetto
|  | Quarti di finale | Quarti di finale | Quarti di finale |               |   | Semifinali | Semifinali | Semifinali |  |  | Finale | Finale            | Finale | Finale | Finale |  |
|  |                  |                  |                  |               |   |            |            |            |  |  |        |                   |        |        |        |  |
|  |                  |                  |                  |               |   |            |            |            |  |  | 1      | Korean Air Jumbos | 3      | 1      | 3      |  |
|  |                  |                  |                  |               |   |            |            |            |  |  | 1      | Korean Air Jumbos | 3      | 1      | 3      |  |
|  |                  |                  | 2                | KB Stars      | 1 | 3          | 2          |            |  |  |        |                   |        |        |        |  |
|  |                  |                  |                  | KB Stars      | 1 | 3          | 2          |            |  |  |        |                   |        |        |        |  |
|  |                  |                  |                  |               |   |            |            |            |  |  |        |                   |        |        |        |  |
|  |                  |                  |                  |               |   |            |            |            |  |  |        |                   |        |        |        |  |
|  |                  | 2                | KB Stars         | 3             |   |            |            |            |  |  |        |                   |        |        |        |  |
|  |                  |                  |                  | 3             |   |            |            |            |  |  |        |                   |        |        |        |  |
|  |                  |                  | 4                | KEPCO Vixtorm | 1 |            |            |            |  |  |        |                   |        |        |        |  |
|  | 3                | Woori WON        | 4                | KEPCO Vixtorm | 1 | 1          |            |            |  |  |        |                   |        |        |        |  |
|  | 3                | Woori WON        |                  |               |   |            |            |            |  |  |        |                   |        |        |        |  |
|  | 4                | KEPCO Vixtorm    | 3                |               |   |            |            |            |  |  |        |                   |        |        |        |  |

#### Quarti di finale
| \| Gara 1 \| \| \| \| \| \| \| \| \| \| 01-04 \| Woori WON - KEPCO Vixtorm \| 1-3 \| 28-30, 25-18, 22-25, 19-25 \| |                           |     |                            |
| Gara 1 |                           |     |                            |
| |                           |     |                            |
| 01-04 | Woori WON - KEPCO Vixtorm | 1-3 | 28-30, 25-18, 22-25, 19-25 |

#### Semifinale
| \| Gara 1 \| \| \| \| \| \| \| \| \| \| 03-04 \| KB Stars - KEPCO Vixtorm \| 3-1 \| 23-25, 25-17, 25-19, 25-15 \| |                          |     |                            |
| Gara 1 |                          |     |                            |
| |                          |     |                            |
| 03-04 | KB Stars - KEPCO Vixtorm | 3-1 | 23-25, 25-17, 25-19, 25-15 |

#### Finale
| Gara 1 |                              |     |                            |
|        |                              |     |                            |
| 05-04  | Korean Air Jumbos - KB Stars | 3-1 | 24-26, 25-22, 25-23, 25-15 |

| Gara 2 |                              |     |                            |
|        |                              |     |                            |
| 07-04  | KB Stars - Korean Air Jumbos | 3-1 | 18-25, 25-19, 27-25, 25-18 |

| \| Gara 3 \| \| \| \| \| \| \| \| \| \| 09-04 \| Korean Air Jumbos - KB Stars \| 3-2 \| 25-22, 22-25, 24-26, 25-19, 23-21 \| |                              |     |                                   |
| Gara 3 |                              |     |                                   |
| |                              |     |                                   |
| 09-04 | Korean Air Jumbos - KB Stars | 3-2 | 25-22, 22-25, 24-26, 25-19, 23-21 |

## Premi individuali
| Premio                    | Giocatore         | Squadra            |
| ------------------------- | ----------------- | ------------------ |
| MVP della Regular season  | Noumory Keïta     | KB Stars           |
| MVP delle finali play-off | Lincoln Williams  | Korean Air Jumbos  |
| MVP dell'All-Star Game    | Lim Sung-jin      | KEPCO Vixtorm      |
| MVP 1º round              | Noumory Keïta     | KB Stars           |
| MVP 2º round              | Kyle Russell      | Samsung Bluefangs  |
| MVP 3º round              | Noumory Keïta     | KB Stars           |
| MVP 4º round              | Noumory Keïta     | KB Stars           |
| MVP 5º round              | Leonardo Leyva    | OK Okman           |
| MVP 6º round              | Noumory Keïta     | KB Stars           |
| Miglior allenatore        | Tommi Tiilikainen | Korean Air Jumbos  |
| Miglior esordiente        | Park Seung-su     | OK Okman           |
| Miglior palleggiatore     | Hwang Taek-eui    | KB Stars           |
| Miglior opposto           | Noumory Keïta     | KB Stars           |
| Miglior schiacciatore     | Na Gyeong-bok     | Woori WON          |
| Miglior schiacciatore     | Leonardo Leyva    | OK Okman           |
| Miglior centrale          | Shin Yung-suk     | KEPCO Vixtorm      |
| Miglior centrale          | Choi Min-ho       | Hyundai Skywalkers |
| Miglior libero            | Park Kyung-min    | Hyundai Skywalkers |

## Classifica finale
| Pos                      | Squadra            |
| ------------------------ | ------------------ |
| Corea del Sud (bandiera) | Korean Air Jumbos  |
| 2                        | KB Stars           |
| 3                        | KEPCO Vixtorm      |
| 4                        | Woori WON          |
| 5                        | OK Okman           |
| 6                        | Samsung Bluefangs  |
| 7                        | Hyundai Skywalkers |

## Statistiche
| Rendimento individuale | Rendimento individuale | Rendimento individuale | Rendimento individuale |
| Pos.                   | Nome                   | Punti                  | Squadra                |
| ---------------------- | ---------------------- | ---------------------- | ---------------------- |
| 1                      | Noumory Keïta          | 1 434                  | KB Stars               |
| 2                      | Kyle Russell           | 915                    | Samsung Bluefangs      |
| 3                      | Leonardo Leyva         | 870                    | OK Okman               |
| 4                      | Alexandre Ferreira     | 804                    | Woori WON              |
| 5                      | Lincoln Williams       | 747                    | Korean Air Jumbos      |
| 6                      | Daudi Okello           | 699                    | KEPCO Vixtorm          |
| 7                      | Heo Su-bong            | 602                    | Hyundai Skywalkers     |
| 8                      | Na Gyeong-bok          | 568                    | Woori WON              |
| 9                      | Seo Jae-duck           | 440                    | KEPCO Vixtorm          |
| 10                     | Im Dong-hyeok          | 430                    | Korean Air Jumbos      |

| Attacchi vincenti | Attacchi vincenti  | Attacchi vincenti | Attacchi vincenti  |
| Pos.              | Nome               | Punti             | Squadra            |
| ----------------- | ------------------ | ----------------- | ------------------ |
| 1                 | Noumory Keïta      | 1 272             | KB Stars           |
| 2                 | Leonardo Leyva     | 766               | OK Okman           |
| 3                 | Kyle Russell       | 762               | Samsung Bluefangs  |
| 4                 | Alexandre Ferreira | 678               | Woori WON          |
| 5                 | Lincoln Williams   | 653               | Korean Air Jumbos  |
| 6                 | Daudi Okello       | 602               | KEPCO Vixtorm      |
| 7                 | Heo Su-bong        | 539               | Hyundai Skywalkers |
| 8                 | Na Gyeong-bok      | 470               | Woori WON          |
| 9                 | Im Dong-hyeok      | 377               | Korean Air Jumbos  |
| 10                | Seo Jae-duck       | 336               | KEPCO Vixtorm      |

| Muri vincenti | Muri vincenti      | Muri vincenti | Muri vincenti      |
| Pos.          | Nome               | Punti         | Squadra            |
| ------------- | ------------------ | ------------- | ------------------ |
| 1             | Shin Yung-suk      | 84            | KEPCO Vixtorm      |
| 2             | Daudi Okello       | 76            | KEPCO Vixtorm      |
| 2             | Park Jin-woo       | 76            | KB Stars           |
| 4             | Choi Min-ho        | 70            | Hyundai Skywalkers |
| 5             | Ha Hyeon-yong      | 65            | Woori WON          |
| 6             | Alexandre Ferreira | 63            | Woori WON          |
| 7             | Park Sang-ha       | 61            | Hyundai Skywalkers |
| 8             | Seo Jae-duck       | 60            | KEPCO Vixtorm      |
| 9             | Kyle Russell       | 59            | Samsung Bluefangs  |
| 10            | Park Won-bin       | 54            | OK Okman           |

| Battute vincenti | Battute vincenti   | Battute vincenti | Battute vincenti  |
| Pos.             | Nome               | Punti            | Squadra           |
| ---------------- | ------------------ | ---------------- | ----------------- |
| 1                | Noumory Keïta      | 113              | KB Stars          |
| 2                | Kyle Russell       | 94               | Samsung Bluefangs |
| 3                | Alexandre Ferreira | 63               | Woori WON         |
| 4                | Jung Ji-seok       | 61               | Korean Air Jumbos |
| 5                | Leonardo Leyva     | 60               | OK Okman          |
| 6                | Lincoln Williams   | 54               | Korean Air Jumbos |
| 7                | Jo Jae-sung        | 48               | OK Okman          |
| 7                | Na Gyeong-bok      | 48               | Woori WON         |
| 9                | Seo Jae-duck       | 44               | KEPCO Vixtorm     |
| 10               | Cha Ji-hwan        | 38               | OK Okman          |
| 10               | Hwang Taek-eui     | 38               | KB Stars          |